# Jay Hayden
Jonathan David Hayden (Northfield, Vermont; 20 de febrero de 1987) más conocido profesionalmente como Jay Hayden, es un actor estadounidense, más conocido por su papel como Travis Montgomery en Station 19 y en Grey's Anatomy, además de Danny Yoon en The Catch.

## Biografía y carrera
Hayden nació en Northfield, Vermont, Estados Unidos y tiene ascendencia coreana e irlandesa. Su primer papel protagonista fue en la película de 2011 State of Emergency y en 2012 apareció en la serie Battleground. 
Hayden consiguió un papel recurrente en la serie de televisión The Catch en 2016 y más tarde apareció en algunos episodios de  One Day at a Time, SEAL Team y Crazy Ex-Girlfriend. En 2017 se anunció que había sido elegido para interpretar a Travis Montgomery en Station 19, el spin-off de Grey's Anatomy.

## Filmografía

### Cine
| Año  | Película                             | Papel                | Notas        |
| ---- | ------------------------------------ | -------------------- | ------------ |
| 2008 | Spring Break Massacre                | Rob                  |              |
| 2008 | The Agent                            | Paul Goodman         | Cortometraje |
| 2008 | The House Bunny                      | Kip                  |              |
| 2009 | New Hope Manor                       | Marty                |              |
| 2011 | Sweet Illusions                      | Max                  | Cortometraje |
| 2011 | A Warrior's Heart                    | J.P. Jones           |              |
| 2011 | State of Emergency                   | Jim                  |              |
| 2012 | Relativity                           | Carl                 |              |
| 2015 | Testing                              | Eddie                | Cortometraje |
| 2016 | It's Us                              | Nelson               |              |
| 2016 | Blake Chandler: Psychic Investigator | Blake Chandler       | Cortometraje |
| 2016 | Monolith                             | Roy Lacombe          |              |
| 2016 | Undrafted                            | Vinnie               |              |
| 2016 | Wild Oats                            | Chip                 |              |
| 2017 | Playing It Straight                  | Kevin                | Cortometraje |
| 2020 | 001LithiumX                          | Secretario de estado |              |

### Televisión
| Año            | Título                      | Papel              | Notas                                           |
| -------------- | --------------------------- | ------------------ | ----------------------------------------------- |
| 2007           | Cómo conocí a vuestra madre | Jugador de billar  | Episodio: "Monday Night Football"               |
| 2008           | The Suite Life on Deck      | Ted                | Episodio: "Broke N Yo-Yo"                       |
| 2012           | Battleground                | Chris 'Tak' Davis  | Papel recurrente, 13 episodios                  |
| 2012           | The Glades                  | Jay Nelson         | Episodio: "Poseidon Adventure"                  |
| 2012-2013      | Mentes criminales           | Bobby Putnam       | 2 episodios                                     |
| 2014           | Mixology                    | Dr. Eli Gold       | Episodio: "Bruce & Maya"                        |
| 2015           | Stalker                     | Clay Adams         | Episodio: "Love Hurts"                          |
| 2016-2017      | The Catch                   | Danny Yoon         | Papel recurrente, 20 episodios                  |
| 2017           | One Day at a Time           | Ben                | 2 episodios                                     |
| 2017           | SEAL Team                   | Brian              | 4 episodios                                     |
| 2017–2018      | Crazy Ex-Girlfriend         | Dr. Daniel Shin    | 4 episodios                                     |
| 2018-2024      | Station 19                  | Travis Montgomery  | Elenco Principal (Temporada 1-7); 103 episodios |
| 2020-2022      | Grey's Anatomy              | Travis Montgomery  | Invitado Especial; 4 episodios                  |
| 2024- presente | FBI: Internacional          | Agente Tyler Booth | Elenco recurrente (Temporada 4)                 |